# شاري (ممثلة)
شاري (بالإنجليزية: Shari)‏ هي ممثلة هندية، ولدت في 14 أبريل 1973 في أندرا برديش في الهند.

## وصلات خارجية
- شريف على موقع IMDb (الإنجليزية)
- شريف على موقع قاعدة بيانات الفيلم (الإنجليزية)